# Leiobunum
Genre
Synonymes
- Forbesium Weed, 1890
- Pseudoliobunum Müller, 1914
- Metaliobunum Suzuki, 1940

Leiobunum est un genre d'opilions eupnois de la famille des Sclerosomatidae.

## Distribution
Les espèces de ce genre se rencontrent en écozone holarctique.

## Liste des espèces
Selon World Catalogue of Opiliones (16/05/2021) :
- Leiobunum aldrichi Weed, 1893
- Leiobunum alvarezi Goodnight & Goodnight, 1945
- Leiobunum anatolicum Roewer, 1957
- Leiobunum annulatum Walker, 1928
- Leiobunum apenninicum (Martens, 1969)
- Leiobunum bifrons Roewer, 1957
- Leiobunum bimaculatum Banks, 1893
- Leiobunum biseriatum Roewer, 1910
- Leiobunum blackwalli Meade, 1861
- Leiobunum bogerti Goodnight & Goodnight, 1942
- Leiobunum bolivari Goodnight & Goodnight, 1945
- Leiobunum bracchiolum McGhee, 1977
- Leiobunum bruchi Mello-Leitão, 1933
- Leiobunum brunneum Walker, 1930
- Leiobunum calcar (Wood, 1868)
- Leiobunum caporiaccoi Roewer, 1957
- Leiobunum coccineum Simon, 1878
- Leiobunum colimae Goodnight & Goodnight, 1945
- Leiobunum consimile Banks, 1900
- Leiobunum crassipalpe Banks, 1900
- Leiobunum cretatum Crosby & Bishop, 1924
- Leiobunum cupreum Simon, 1878
- Leiobunum curvipalpi Roewer, 1910
- Leiobunum cypricum Roewer, 1957
- Leiobunum davisi Roewer, 1952
- Leiobunum defectivum Rambla, 1959
- Leiobunum denticulatum Banks, 1900
- Leiobunum depressum Davis, 1934
- Leiobunum desertum Goodnight & Goodnight, 1944
- Leiobunum dromedarium Pickard-Cambridge, 1905
- Leiobunum ephippiatum Roewer, 1910
- Leiobunum escondidum Chamberlin, 1925
- Leiobunum euserratipalpe Ingianni, McGhee & Shultz, 2011
- Leiobunum exilipes (Wood, 1868)
- Leiobunum flavum Banks, 1894
- Leiobunum fuscum Roewer, 1910
- Leiobunum ghigii Caporiacco, 1929
- Leiobunum globosum Suzuki, 1976
- Leiobunum gordoni Goodnight & Goodnight, 1945
- Leiobunum gracile (Thorell, 1876)
- Leiobunum gruberi Karaman, 1996
- Leiobunum guerreroense Goodnight & Goodnight, 1946
- Leiobunum hedini Roewer, 1934
- Leiobunum heinrichi Roewer, 1957
- Leiobunum hiasai Suzuki, 1976
- Leiobunum hikocola Suzuki, 1966
- Leiobunum hiraiwai (Sato & Suzuki, 1939)
- Leiobunum hoffmani Ingianni, McGhee & Shultz, 2011
- Leiobunum holtae McGhee, 1977
- Leiobunum hongkongium Roewer, 1957
- Leiobunum hoogstraali Goodnight & Goodnight, 1942
- Leiobunum incantaturbs Prieto & Wijnhoven, 2017
- Leiobunum insignitum Roewer, 1910
- Leiobunum insulare Roewer, 1957
- Leiobunum ischionotatum (Dugès, 1885)
- Leiobunum japanense Müller, 1914
- Leiobunum japonicum Müller, 1914
- Leiobunum kohyai Suzuki, 1953
- Leiobunum leiopenis Davis, 1934
- Leiobunum limbatum Koch, 1861
- Leiobunum lindbergi Roewer, 1959
- Leiobunum lusitanicum Roewer, 1923
- Leiobunum manubriatum Karsch, 1881
- Leiobunum marmoratum Pickard-Cambridge, 1904
- Leiobunum maximum Roewer, 1910
- Leiobunum mesopunctatum Goodnight & Goodnight, 1942
- Leiobunum metallicum Roewer, 1932
- Leiobunum mexicanum Banks, 1898
- Leiobunum montanum Suzuki, 1953
- Leiobunum nigrigenum Goodnight & Goodnight, 1945
- Leiobunum nigripes Weed, 1892
- Leiobunum nigropalpi (Wood, 1868)
- Leiobunum nycticorpum Goodnight & Goodnight, 1942
- Leiobunum oharai Tsurusaki, 1991
- Leiobunum patzquarum Goodnight & Goodnight, 1942
- Leiobunum peninsulare Davis, 1934
- Leiobunum politum Weed, 1889
- Leiobunum potanini Schenkel, 1963
- Leiobunum potosum Goodnight & Goodnight, 1942
- Leiobunum relictum Davis, 1934
- Leiobunum religiosum Simon, 1879
- Leiobunum roseum Koch, 1839
- Leiobunum rotundum (Latreille, 1798)
- Leiobunum royali Goodnight & Goodnight, 1946
- Leiobunum rubrum Suzuki, 1966
- Leiobunum rumelicum Šilhavý, 1965
- Leiobunum rupestre (Herbst, 1799)
- Leiobunum sadoense Tsurusaki, 1982
- Leiobunum seriatum Simon, 1878
- Leiobunum seriepunctatum Doleschall, 1852
- Leiobunum silum Shultz, 2018
- Leiobunum simplum Suzuki, 1976
- Leiobunum socialissimum Koch, 1873
- Leiobunum speciosum Banks, 1900
- Leiobunum subalpinum Komposch, 1998
- Leiobunum tamanum Suzuki, 1958
- Leiobunum tascum Goodnight & Goodnight, 1945
- Leiobunum tohokuense Suzuki, 1976
- Leiobunum townsendi Weed, 1893
- Leiobunum trimaculatum Goodnight & Goodnight, 1943
- Leiobunum tsushimense Suzuki, 1976
- Leiobunum uxorium Crosby & Bishop, 1924
- Leiobunum ventricosum (Wood, 1868)
- Leiobunum veracruzense Goodnight & Goodnight, 1947
- Leiobunum verrucosum (Wood, 1868)
- Leiobunum viridorsum Goodnight & Goodnight, 1942
- Leiobunum vittatum (Say, 1821)
- Leiobunum zimmermani Roewer, 1952
- † Leiobunum longipes Menge, 1854

## Publication originale
- C. L. Koch, 1839 : Übersicht des Arachnidensystems. Nürnberg, Heft 2, p. 1-38 (texte intégral).